# Vladimír Martinec

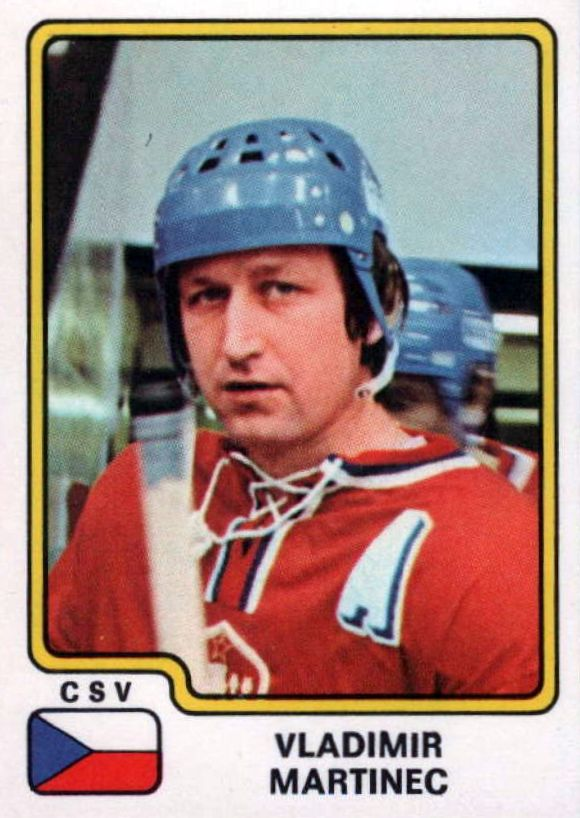
Vladimír Martinec

Vladimír Martinec (* 22. Dezember 1949 in Lomnice nad Popelkou, Tschechoslowakei) ist ein tschechischer Eishockeytrainer und ehemaliger Eishockeyspieler der 1970er Jahre. Er zählt zu den erfolgreichsten europäischen Eishockeyspielern und erzielte insgesamt 343 Tore in der 1. Liga, 126 in der 1. Bundesliga und 155 Länderspieltore. Martinec gewann die wichtigste Auszeichnung des tschechoslowakischen Eishockeys, den Zlatá hokejka (Goldener Schläger), viermal in seiner Karriere. Sein Sohn Tomáš war ebenfalls Eishockeyspieler und spielte auch für die deutsche Nationalmannschaft.

## Karriere als Spieler
Martinec begann seine Karriere 1967 bei Tesla Pardubice in der tschechoslowakischen Liga. Über viele Jahre spielte er für diesen Klub, nur in der Saison 1978/79 ging er in 21 Partien für Dukla Jihlava aufs Eis. Bis 1981 spielte er für Pardubice und erzielte insgesamt 343 Tore in 539 Spielen in der Extraliga, bevor er in die Bundesrepublik Deutschland wechselte und beim ESV Kaufbeuren spielte. Neben Martinec wurden Florian Strida, der schon Ende der 1960er als Verteidiger in Kaufbeuren spielte, als Trainer und Bohuslav Šťastný von Tesla Pardubice verpflichtet.
Das Trio blieb bis zum Ende der Saison 1984/85 in Kaufbeuren. Danach beendeten Martinec und Stastny ihre aktive Laufbahn und Florian Strida kehrte nach Pardubice zurück.

### International
Vladimír Martinec war fester Bestandteil der tschechoslowakischen Nationalmannschaft der 1970er Jahre. Er nahm an allen Weltmeisterschaften zwischen 1970 und 1979 teil und war auch 1981 wieder im Team. Er gewann drei Goldmedaillen bei Weltmeisterschaften (1972, 1976 und 1977) und wurde auch dreimal in das All-Star-Team berufen (1974, 1976 und 1977). Weitere Höhepunkte seiner Laufbahn waren die Teilnahmen an den Olympischen Winterspielen 1972, 1976 und 1980 und am Canada Cup 1976. In 289 Spielen für das Nationalteam erzielte er 155 Tore.

## Karriere als Trainer
Nach seinem Rücktritt als Spieler wurde Vladimír Martinec 1985 Nachwuchstrainer bei Tesla Pardubice. Als die erste Mannschaft 1988 in die 1. Liga der Tschechoslowakei abstieg, wurde Vladimír Martinec zum Cheftrainer befördert. 1990 kehrte er nach Deutschland zurück und wurde Co-Trainer von Richard Pergl beim ESV Kaufbeuren. Nach dem Aufstieg der Kaufbeurer am Ende der Saison 1990/91 in die Bundesliga wurde Martinec zum Cheftrainer befördert, um den Klassenerhalt in der obersten Spielklasse zu verwirklichen.
Nach zwei Jahren beim ESVK musste er nach dem zwölften Spieltag der Saison 1992/93 gehen. Sodann verpflichtete ihn der SC Memmingen, den er ab November 1992 bis November 1993 (kurz vor dem Konkurs im Dezember 1993) betreute (in der Spielzeit 1993/94 war Jiří Kochta sein Nachfolger).
Ab 1998 betreute er die tschechische Nationalmannschaft als Co-Trainer bei allen großen Titelkämpfen und gewann 1998 Olympiagold sowie 1999, 2000 und 2001 den Weltmeistertitel. Auch bei den Olympischen Winterspielen 2002 in Salt Lake City betreute er die tschechische Auswahl als Assistenztrainer. Die Junioren-Nationalmannschaft Tschechiens wurde bei der U20-Weltmeisterschaft 1998 von Vladimír Martinec trainiert.
Die größte Auszeichnung seiner Karriere erhielt er 2001, als er in die IIHF Hall of Fame aufgenommen wurde. In der Saison 2004/05 übernahm er den Trainerposten beim HC Moeller Pardubice und führte den Verein zum tschechischen Meistertitel. Heute betreibt Vladimír Martinec zusammen mit Vladimír Šťastný eine Eishockeyschule.

## Erfolge und Auszeichnungen
- bei Eishockey-Weltmeisterschaften:
  - Goldmedaille (1972, 1976, 1977)
  - Silbermedaille (1971, 1974, 1978, 1979)
  - Bronzemedaille (1970, 1973, 1975, 1981).
  - Wahl zum Besten Stürmer der WM 1976
  - Topscorer der WM 1976
  - All-Star-Team der WM 1974, 1975, 1976, 1977

- bei Olympischen Winterspielen: 
  - Bronzemedaille Olympische Winterspiele 1972 in Sapporo
  - Silbermedaille Olympische Winterspiele 1976 in Innsbruck

- in der Tschechoslowakei:
  - Zlatá hokejka 1973, 1975, 1976, 1979
  - All-Star-Team der 1. Liga 1974/75
  - All-Star-Team der 1. Liga 1976/77

- als Trainer:
  - Weltmeister (1999, 2000, 2001)
  - Olympiasieger 1998
  - Gewinn der Tschechischen Meisterschaft 2005